# Glazbena ljestvica
Glazbena ljestvica je niz tonova razvrstanih u oktave, koji se nazivaju prema slovnom označivanju. Glazbena abeceda sastoji se od: c, d, e, f, g, a i h, te pomoćnih znakova povisilice (♯) i snizilice (♭), kojima se označuje promjena visine tona za poluton. Razrješilicom (♮) razrješujemo (uklanjamo povisilicu ili snizilicu) ton na kojem je bila povisilica ili snizilica.
Nazivi povišenih ili sniženih tonova nastaju dodavanjem nastavka: za jedanput povišen ton -is, za dva puta povišen ton -isis, za jedanput snižen ton -es, za dva puta snižen ton -eses.
Osnovnih sedam tonova oktave nazivaju se i solmizacijskim slogovima: do, re, mi, fa, so (sol), la i ti (si).
Tonovi su u tonskom sustavu raspoređeni u deset oktava: praduboka (subkontra), duboka (kontra), velika, mala, prva, druga, treća, četvrta, peta i šesta oktava. 
Tonovi se označuju posebnim znakovima (notama) kojima se određuje njihova visina, trajanje i druga svojstva u sustavu notnog crtovlja (skup paralelnih crta). Apsolutnu visinu tona određuje notni ključ, koji se stavlja na početak notnog crtovlja. Danas su za melodijska glazbala i pjevače u uporabi najčešće violinski ili g-ključ (1), altovski (2) i tenorski (3) c-ključ te basovski ili f-ključ (4).
Note su znakovi za relativno trajanje tona, a položajem u notnom crtovlju određuje se visina tona.
Ostala svojstva glazbenog tona unutar skladbe upisuju se uz notno crtovlje dotatnim znakovima i primjedbama. Taktovi se odjeljuju okomitom crtom, ritam se opisuje kao naziv, mjera se označuje razlomkom upisanim odmah iza notnog ključa, tempo se upisuje iznad notnog crtovlja na početku stavka (npr. allegro, moderato), uz koji se ponekad dodaje i broj metronomskih udaraca u minuti. Stupnjevanje glasnoće, odnosno dinamika označuje se znakovima ili nazivima npr. forte (f), mezzoforte (mf), a promjena dinamičkog stupnja nazivima crescendo i decrescendo ili diminuendo. Osim toga mogu se napisati i pobliža tumačenja o načinu izvođenja.
Solfeggio je naziv nastavnoga predmeta u okviru kojega se u glazbenim školama poučava cjelokupna ta praktična teorija glazbe.

## Frekvencije
Navodimo frekvencije tonova C-dura u prvoj oktavi (u Hz):
| c1     | d1     | e1     | f1     | g1  | a1  | h1     | c2     |
| 261,63 | 293,66 | 329,63 | 349,23 | 392 | 440 | 493,88 | 523,25 |